# Stade de l'Académie de football d'Erevan
Le Stade de l'Académie de football d'Erevan (en arménien : ՀՖՖ Տեխնիկական-կենտրոն ակադեմիայի մարզադաշտ), officiellement appelé le stade du Centre technique-Académie de la FFA et surnommé le stade de l'Académie Avan, est un stade de football toutes places à Erevan, en Arménie.
Il est situé dans le district d'Avan nord de la ville, au sein du complexe Centre technique-Académie de la Fédération de football d'Arménie.

## Aperçu

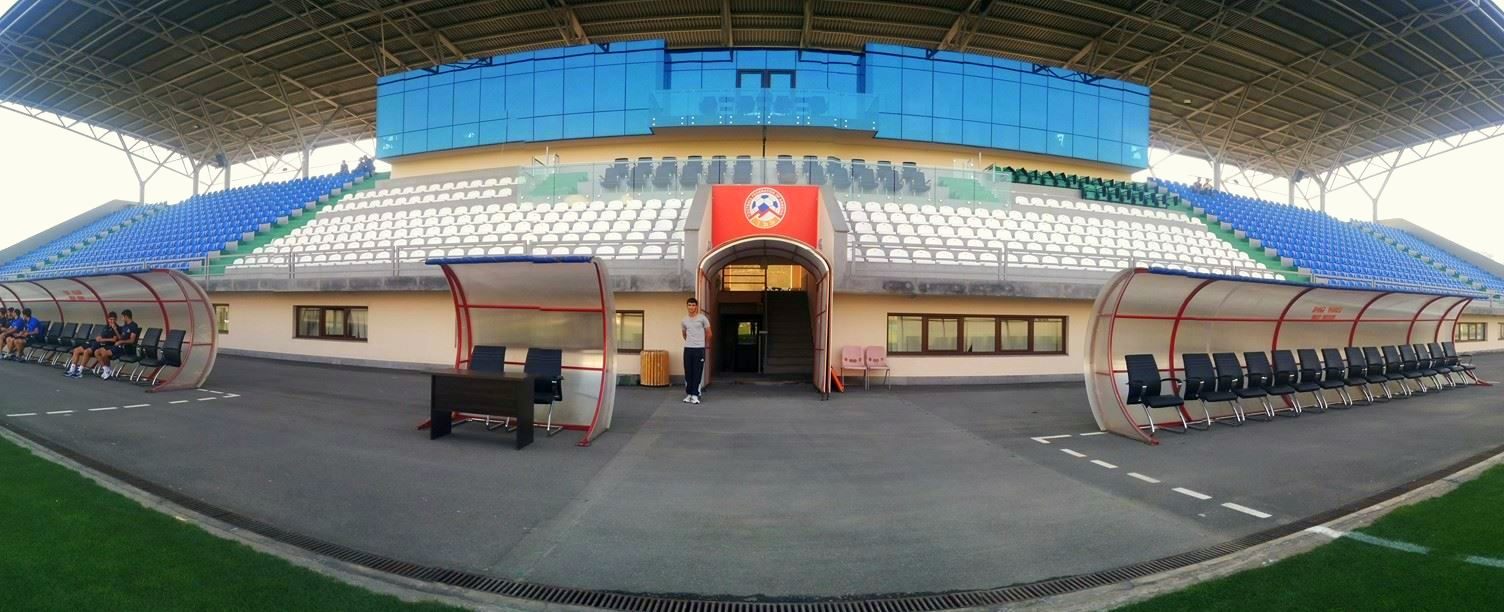
The main stand

Le stade de 1 428 places a été officiellement inauguré le 29 avril 2013 par le maire d'Erevan Taron Margarian. Cependant, le premier match officiel dans le stade a eu lieu plus tôt le 13 avril 2013, entre le FC Pyunik et le FC Banants dans le cadre de la Armenian Premier League. Le match s'est terminé sur un résultat de 4-0, en faveur de Pyunik.
Le stade a servi de domicile au FC Pyunik en Armenian Premier League entre 2013 et 2017.
Le stade fait partie du Centre technique-Académie de la Fédération arménienne de football qui a été officiellement inaugurée le 1er septembre 2010 par le président de l'UEFA Michel Platini . Le centre abrite le stade principal de football, 9 terrains d'entraînement de football (8 naturels et 1 artificiel), 4 courts de tennis extérieurs, une salle de sport couverte, des piscines intérieure et extérieure, un centre de fitness et un hôtel 4 étoiles de 49 chambres.

## Galerie

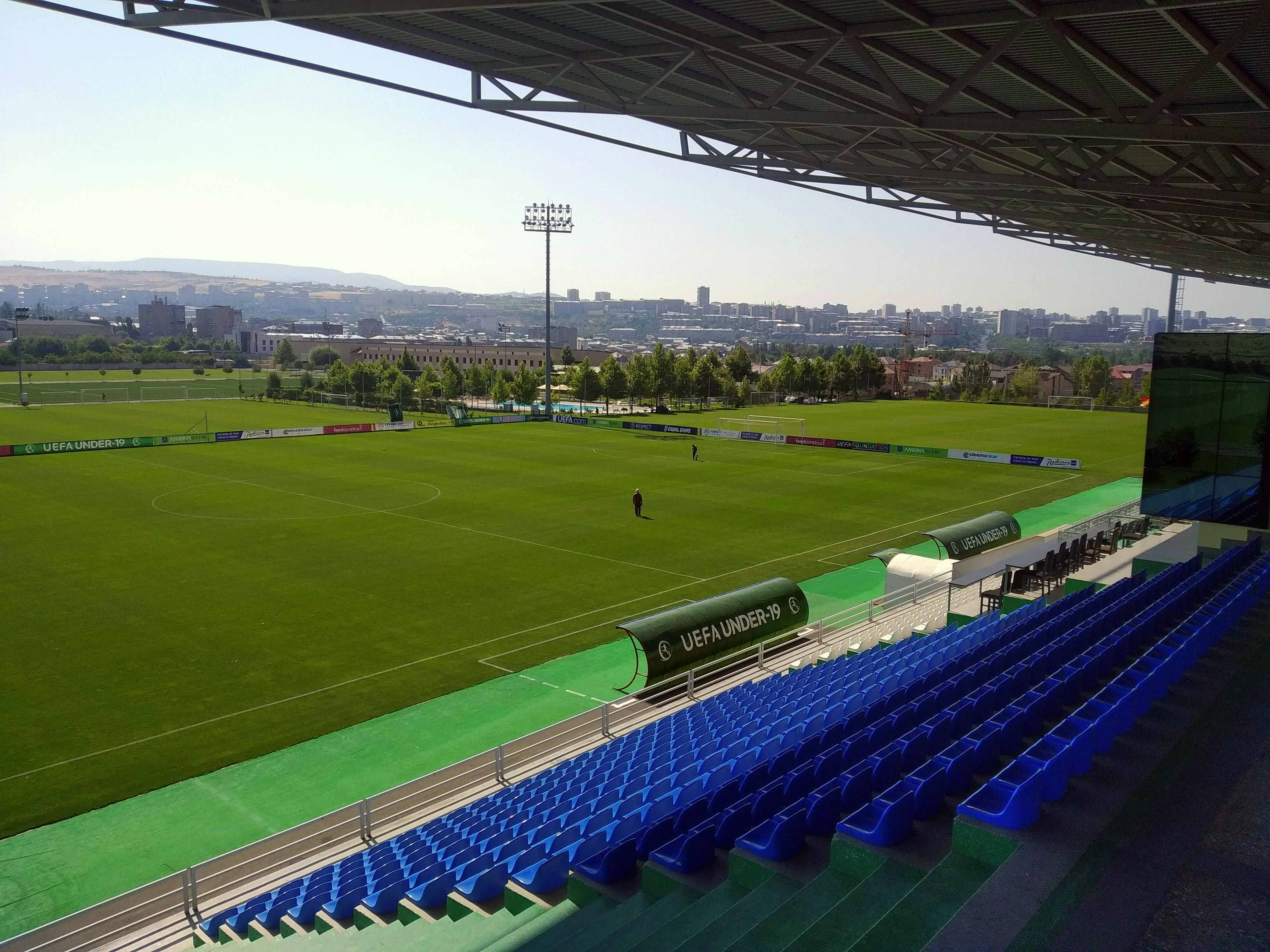
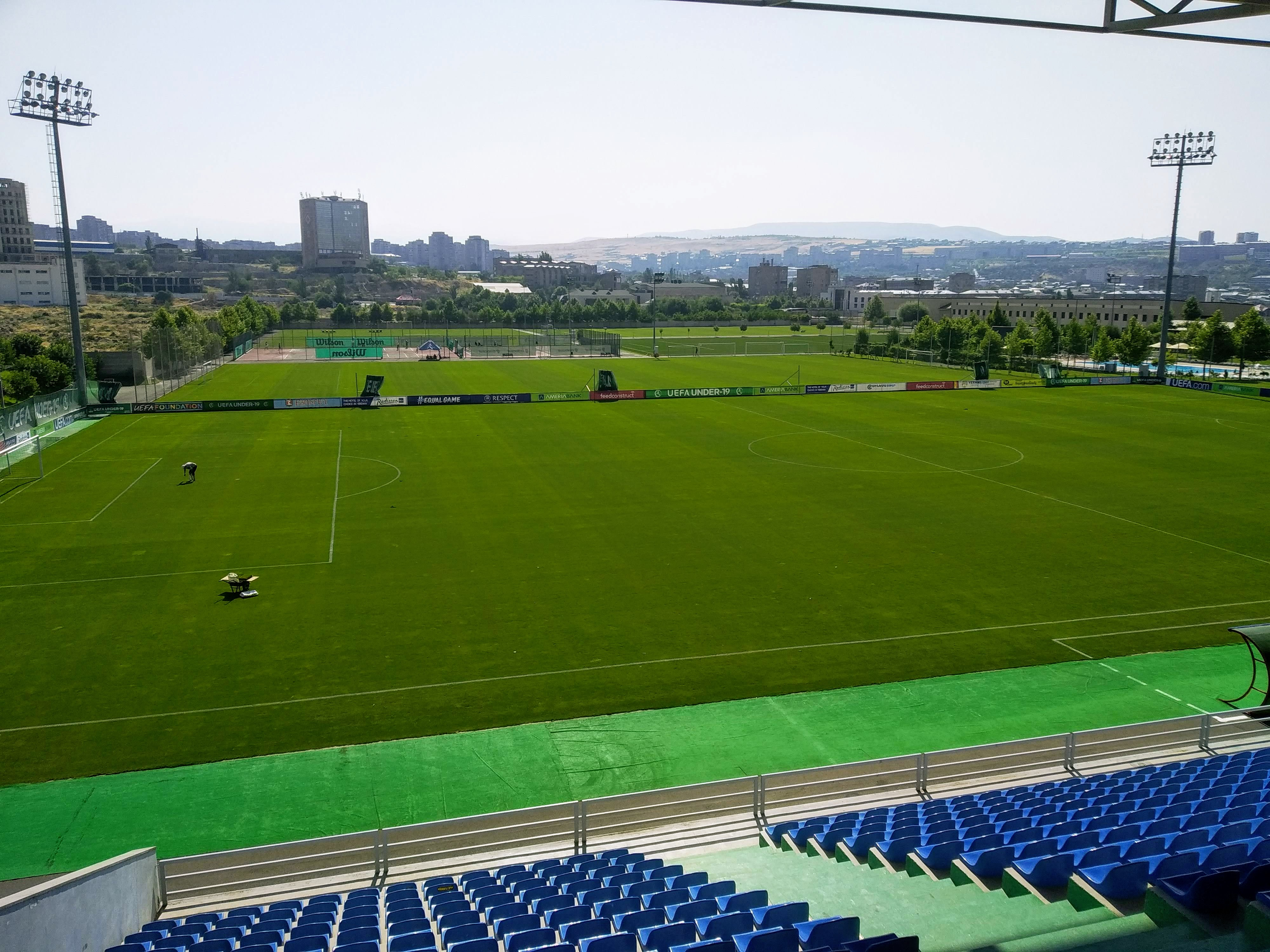
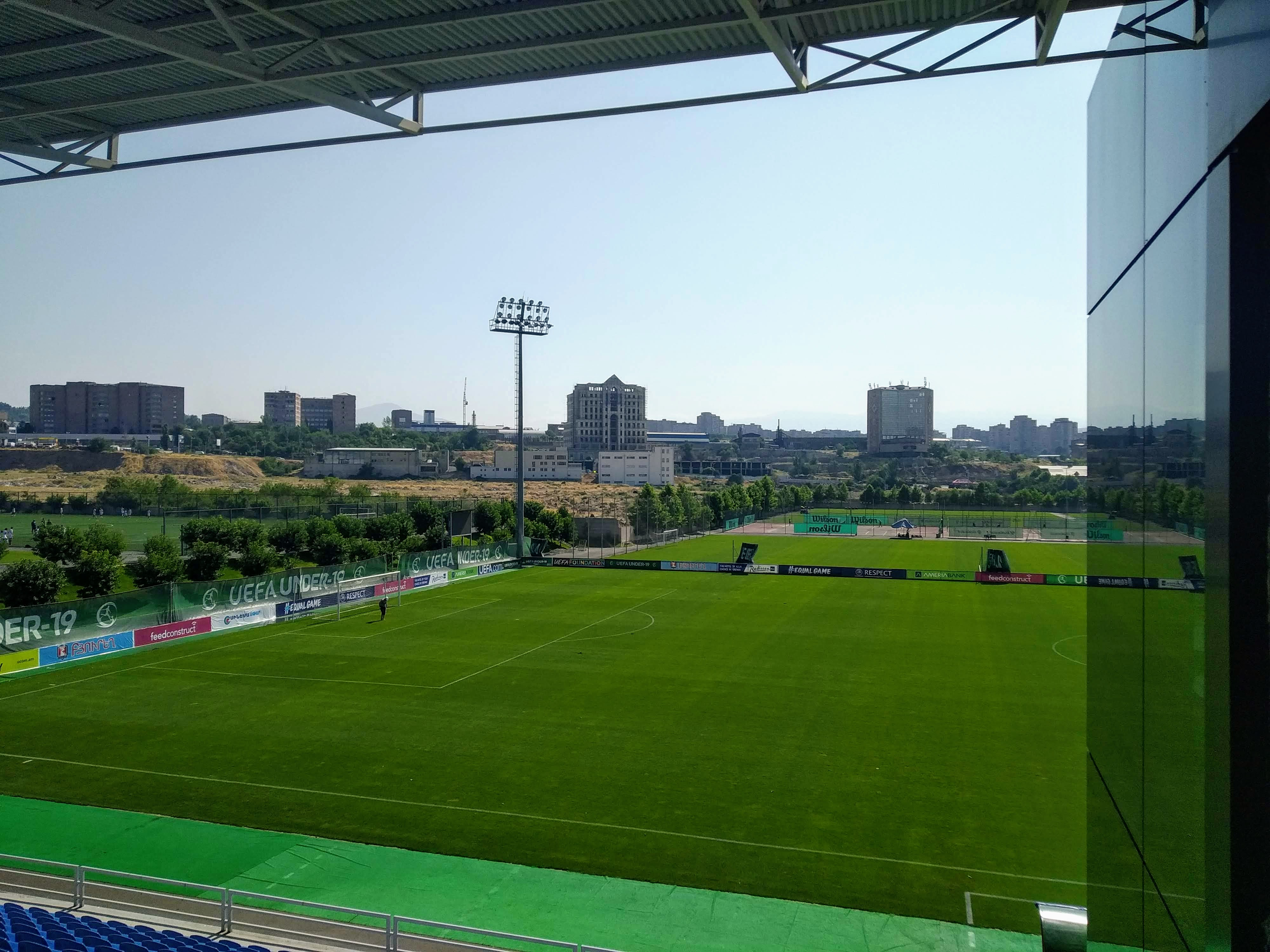